# Джесса Роудс
Джесса Роудс (англ. Jessa Rhodes, нар. 29 червня 1993) — американська порноакторка норвезького походження.

## Раннє життя
Народилася і виросла в сільській місцевості Орегона. У сім'ї була молодшою з семи дітей і до шостого класу проходила домашнє навчання.

## Порноіндустрія
У 17 років почала виконувати стриптиз і позувати оголеною. Коли вона була вебмоделлю, її помітив один з порноагентів В серпні 2012, незабаром після 19-го дня народження, знялася в сцені з Джей Маком порностудії Reality Kings, яку знімали в Маямі. Псевдонім Джесса вибрала, коли її перший агент сказав, що вона схожа на Playboy Playmate липня 2011 року Джессу Гінтон. Прізвище Роудс пов'язане з дитячими спогадами про родес-піано.
У 2013 році разом з іншими порноакторками, Лізою Енн, Терой Патрік, Ріккі Сікс і Джейден Джеймс, знялися в кліпі на пісню «Dead Bite» гурту Hollywood Undead, а в 2017 році разом з Ксандером Корвусом знялася в кліпі на пісню «Headspin» гурту Butcher Babies.
У 2015 році CNBC включив Роудс в список «Брудна дюжина: Найбільші порнозірки».
За даними на 2018 рік знялася в 103 порнофільмах.

## Нагороди та номінації
| Рік  | Нагорода   | Категорія                                                                      | Робота                                   | Результат |
| ---- | ---------- | ------------------------------------------------------------------------------ | ---------------------------------------- | --------- |
| 2014 | AVN Award  | Найкраща групова сцена в лесбійському порно (з Самантою Сейнт і Ганною Морною) | Bikini Outlaws                           | Номінація |
| 2014 | AVN Award  | Найкраща нова старлетка                                                        | Н/Д                                      | Номінація |
| 2014 | AVN Award  | Найкраща акторка другого плану                                                 | Bikini Outlaws                           | Номінація |
| 2014 | XBIZ Award | Найкраща нова старлетка                                                        | Н/Д                                      | Номінація |
| 2014 | XBIZ Award | Найкраща сцена — короткометражний фільм (з Тайлером Ніксоном)                  | Family Business                          | Номінація |
| 2014 | XRCO Award | Нова старлетка                                                                 | Н/Д                                      | Номінація |
| 2015 | AVN Award  | Найкраща сцена, знята від першої особи (з Денні Маунтіном)                     | Girlfriend Experience                    | Номінація |
| 2015 | AVN Award  | Найкраща акторка другого плану                                                 | Second Chances                           | Номінація |
| 2015 | XBIZ Award | Виконавиця року                                                                | Н/Д                                      | Номінація |
| 2015 | XBIZ Award | Найкраща акторка другого плану                                                 | Second Chances                           | Перемога  |
| 2015 | XBIZ Award | Найкраща сцена — лесбійське порно (з Ніккі Гартс)                              | Secret Life of a Lesbian                 | Номінація |
| 2016 | AVN Award  | Найкраща акторка другого плану                                                 | Sisters of Anarchy                       | Номінація |
| 2016 | AVN Award  | Найкраща сцена тріолізму — Ж/Ж/Ч (з Картер Круз і Мануелем Феррара)            | Fluid 3                                  | Номінація |
| 2016 | XBIZ Award | Найкраща сцена — Vignette Release (з Томмі Ганном)                             | Almost Relatives                         | Номінація |
| 2017 | XBIZ Award | Найкраща сцена — повнометражний реліз (з Ксандером Корвусом)                   | Preacher's Daughter                      | Номінація |
| 2017 | AVN Award  | Найкраща акторка другого плану                                                 | Good Little Girl                         | Номінація |
| 2018 | AVN Award  | Найкраща сцена подвійного проникнення (with Jessy Jones and Xander Corvus)     | Insatiable Miss Jessa Rhodes             | Номінація |
| 2018 | AVN Award  | Найкраща сцена орального сексу (з Марком Вайтом)                               | Superstar bj's                           | Номінація |
| 2018 | AVN Award  | Best Sex Scene in a Foreign-Shot Production (з Джеймсом Веббом та Хуаном Лучо) | Rawhide                                  | Номінація |
| 2018 | AVN Award  | Найкраща сцена віртуального сексу (з Марікою Гейз і Раяном Дріллером)          | Fuck Bill                                | Номінація |
| 2018 | AVN Award  | Виконавиця року                                                                | Н/Д                                      | Номінація |
| 2018 | XBIZ Award | Найкраща акторка другого плану                                                 | Justice League XXX: An Axel Braun Parody | Номінація |
| 2018 | XBIZ Award | Виконавиця року                                                                | Н/Д                                      | Номінація |